# Saint-Raphaël (apéritif)
Pour les articles homonymes, voir Saint-Raphaël.
Le Saint-Raphaël est un apéritif à base de mélange de mistelle et de plantes aromatiques. Deux variétés existent, le Saint-Raphaël Rouge et le Saint-Raphaël Ambré-Doré.

## Histoire
Selon la légende, en 1830, le docteur Juppet travaillait la nuit à l'élaboration d'un apéritif à base de quinquina. Sa vue baissant, il en appela à l'archange Raphaël qui avait rendu la vue à Tobie. Une autre version alternative de l'histoire attribuerait l'invention de l'apéritif à une date inconnue à Mathieu Soupe, pharmacien à Paris 1er, 15 rue de la Lingerie (Pharmacie « Au bon samaritain »). 
En réalité, comme l'a montré l'historien Stéphane Le Bras, le Saint-Raphaël Quinquina est inventé par un industriel lyonnais Pierre-Marie Juppet (1855-1915), qui avait fondé une société « P. Juppet et Cie » en 1884, spécialisée dans les boissons alcoolisées. Il commercialise pour la première fois son quinquina en 1890, qui connaît immédiatement un grand succès. En 1896, la moitié des vins de quinquina consommés dans Paris serait du Saint-Raphaël et quelques années plus tard, 6.000 litres sont consommés tous les jours dans la capitale selon divers témoignages. Fort de ce succès, Juppet fonde une société anonyme « Saint-Raphaël Quinquina » en 1897 à Paris. Celle-ci dispose dès l'année suivante d'un très large capital, dépassant les 6 millions de francs.
La maison Saint-Raphaël met rapidement en œuvre des techniques marketing pour accroître sa notoriété, comme ses grands concurrents Dubonnet ou Byrrh. Dès les années 1890, de nombreuses publicités sont insérées dans la presse, comme dans Le Pêle-Mêle où un concours de poème en l'honneur de la boisson et de ses propriétés digestives et fortifiantes est lancé en 1897. La marque frappe les esprits lors de l'exposition universelle de Paris en 1900 avec l'exploitation d'une montgolfière publicitaire géante aux couleurs de la marque pilotée par l'aéronaute Léon Lair. 
Vendue comme fortifiant et digestif, la marque a longtemps mis en avant les vertus excitantes du quinquina, tout en précisant bien que la boisson n'était pas un médicament. Les publicités étaient pendant longtemps illustrées par deux personnages appelés les « jumeaux », l'un de couleur rouge, l'autre blanc pour symboliser les deux variétés du Saint-Raphaël. A la fin des années 1930, la marque fait appel au célèbre illustrateur Charles Loupot pour redessiner ses deux jumeaux, désormais à l'allure plus stylisée.
À l'exportation, vers les colonies ou l'Amérique, la marque prit le qualificatif d'Apéritif de France. Aujourd'hui tombé en désuétude en France, il est très présent et apprécié au Québec. Propriété de la marque Bacardi-Martini, il a été racheté par l'entreprise Boisset, elle-même reprise par le groupe La Martiniquaise en 2009.

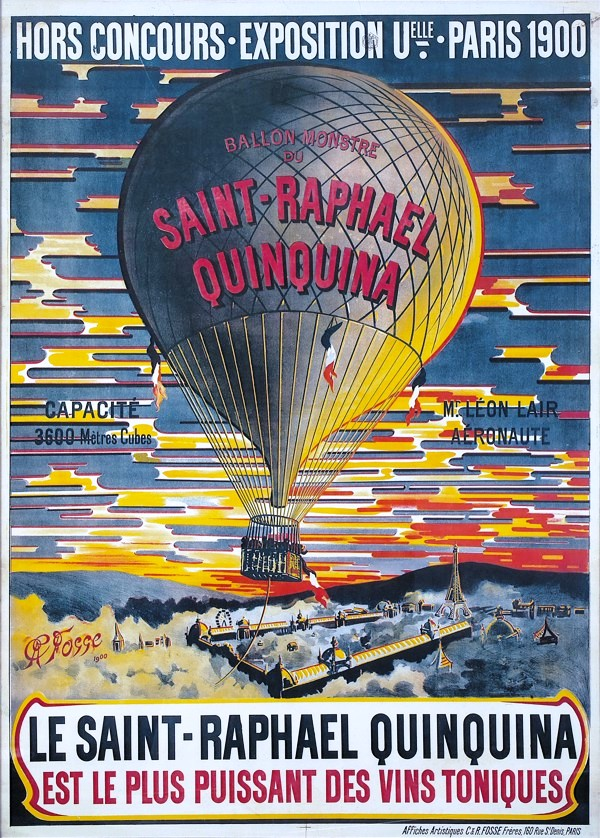
Publicité pour le Saint-Raphaël à l'occasion de l'Exposition universelle de 1900.
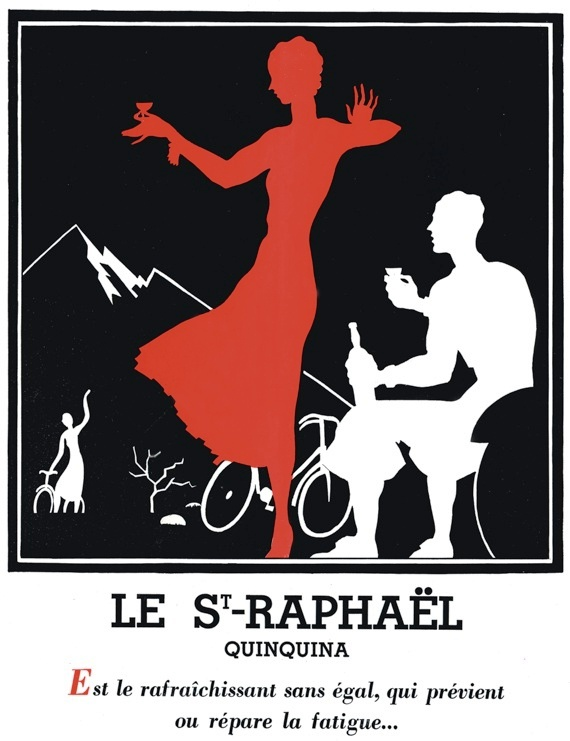
Première apparition du thème des « jumeaux » en 1932.
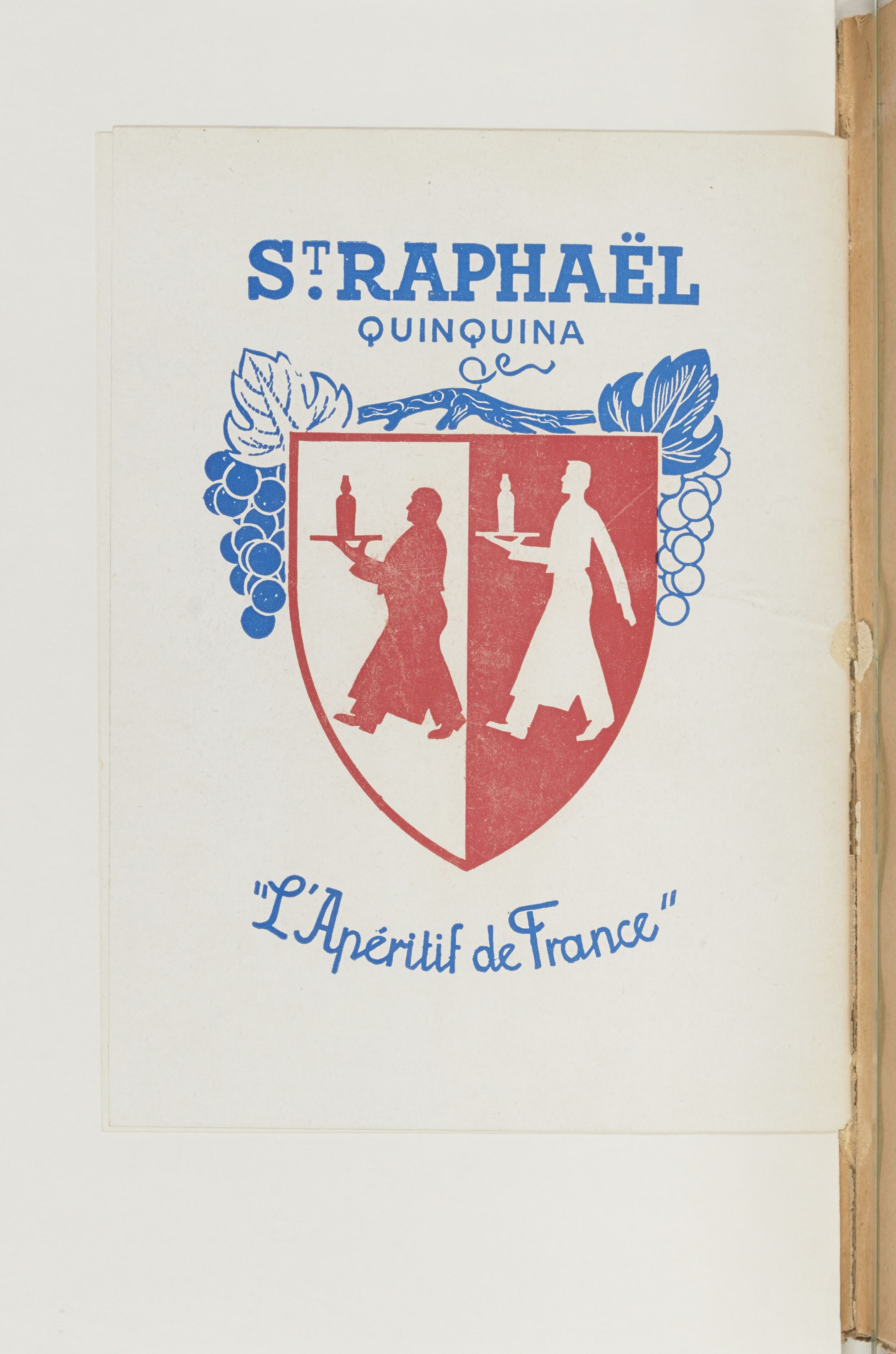
Les jumeaux en 1938.
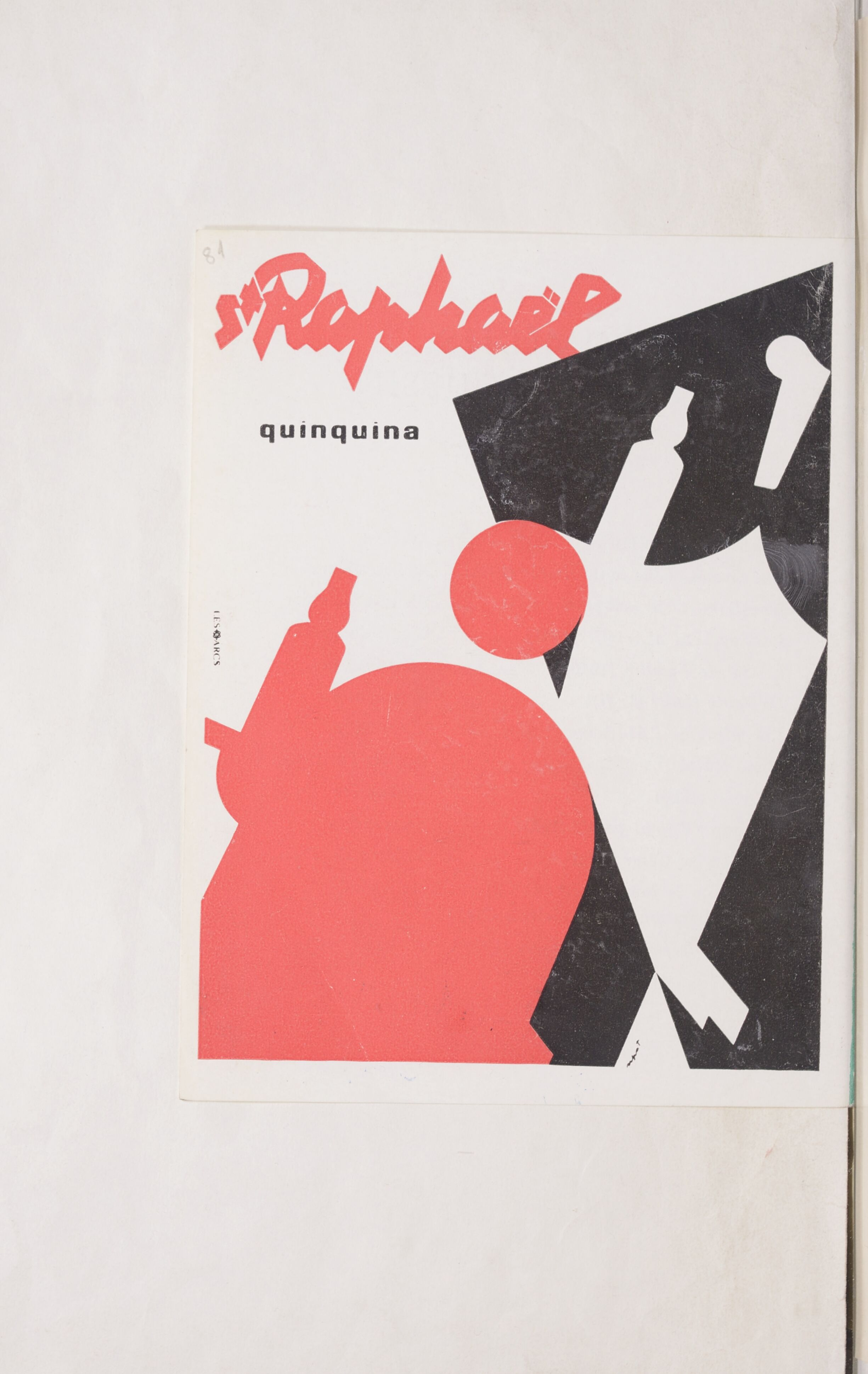
Les jumeaux en 1949.

## Fabrication
Le Saint-Raphaël est élaboré à partir de mistelle rouge ou blanche dans laquelle macèrent des écorces de quinquina, d'orange amère, des gousses de vanille, des amandes de fève de cacao et différentes plantes aromatiques. Après réfrigération et filtration, le Saint-Raphaël est embouteillé dans une bouteille à la forme typique, au col resserré à sa base et au fond plat.
D'abord fabriqué en région lyonnaise puis parisienne, la société passe un accord commercial en 1923 avec la maison de négoce sétoise Cazalis & Prats qui se charge à compter de cette date de la fabrication exclusive du Saint-Raphaël Quinquina jusqu'à la fin des années 1950. À la suite de la rupture du contrat entre les deux parties, Saint-Raphaël gère de manière autonome à compter de cette période ses immenses chais (250 000 hl environ) à l'entrée de l'Étang de Thau à Sète, et ce jusqu'aux années 1990.

## Utilisation
Servi seul sur glace, le Saint-Raphaël entre aussi dans la composition de nombreux cocktails :
Moitié-moitié1/2 Saint-Raphaël rouge et 1/2 Saint-Raphaël Ambré décoré d'une rondelle d'orange.
Delight6/10 de gin, 1/10 de liqueur de framboises, 3/10 de Saint-Raphaël Rouge décoré d'un zeste d'orange.
Royal angel3/10 de champagne, 1/10 de liqueur de framboises, 3/10 de jus d'orange, 3/10 de Saint-Raphaël Rouge.
Passionpréparé au shaker avec 3/10 de Saint-Raphaël Ambré, 2/10 de Vodka, 2/10 de jus de grenadille, 2/10 de nectar de poire, 1/10 de crème de mûres et décoré d'une rondelle de citron.
Saint-Petersbourgsur glace, 1/3 de Saint-Raphaël Rouge, 1/3 de Saint-Raphaël Ambré, 1/3 de Vodka décoré d'une rondelle de citron et d'une cerise.
Saint-Raph'préparé au shaker avec 4/10 de Saint-Raphaël Ambré, 2/10 de liqueur de menthe poivrée, 4/10 de jus de pamplemousse décoré d'un quart de tranche de pastèque, d'une feuille de menthe et d'une cerise.
Raphaëllepréparé au shaker avec 4/10 de Saint-Raphaël Ambré, 3/10 de Vodka, 3/10 de nectar de poire et décoré d'une tranche de citron et d'une cerise.
Mer des Antilles3/10 de Saint-Raphaël Ambré, 3/10 de Rhum blanc, 2/10 de Vermouth, 2/10 de Curaçao  décoré d'une tranche de kiwi et d'une cerise.
Top club5/10 de Saint-Raphaël Ambré, 3/10 de Cognac, 2/10 de crème de cerises complété de champagne.